# Get Back (Ludacris)
Get Back è una canzone del rapper statunitense Ludacris, dal suo album discografico The Red Light District.
È stata prodotta da KLC per l'etichetta discografica Def Jam
Del singolo è stato prodotto anche un remix in chiave rap rock, con la partecipazione dei Sum 41. Il remix è stato presentato dal vivo per la prima volta ad un Saturday Night Live.
Il video è stato diretto da Spike Jonze.
La canzone è anche affiancata ai trailers del film "I Simpson - Il film" ed è presente nel film "Tropic Thunder".

## Classifica
| Chart (2004/2005)                    | Posizione raggiunta |
| ------------------------------------ | ------------------- |
| U.S. Billboard Hot 100               | 12                  |
| U.S. Billboard Hot R&B/Hip-Hop Songs | 9                   |
| U.S. Billboard Hot Rap Tracks        | 5                   |
| Official Singles Chart               | 30                  |